# بیگز جانکشن (اورگن)
بیگز جانکشن (به انگلیسی: Biggs Junction) یک منطقهٔ مسکونی در ایالات متحده آمریکا است که در شهرستان شرمن، اورگن واقع شده‌است. بیگز جانکشن ۲٫۲ کیلومتر مربع مساحت و ۲۲ نفر جمعیت دارد و ۶۷ متر بالاتر از سطح دریا واقع شده‌است.